# Ley de la Cámara de los Lores de 1999
La ley de la Cámara de los Lores de 1999 (en inglés: House of Lords Act 1999) es una ley del Parlamento del Reino Unido que recibió el consentimiento real el 11 de noviembre de 1999. La ley reformó la Cámara de los Lores, una de las dos cámaras del Parlamento británico. 

## Contexto
Durante siglos, la Cámara de los Lores tuvo varios cientos de miembros que heredaron sus escaños. La ley redujo el número de miembros de la Cámara de 1.330 en octubre de 1999 a 669 en marzo de 2000. Como otra consecuencia de la ley, la mayoría de los lores se convirtieron en pares vitalicios, cuyo número ha aumentado gradualmente desde la ley de Pares vitalicios de 1958.
En agosto de 2017, había 802 miembros de la Cámara de los Lores, de los cuales 26 eran obispos principales de la Iglesia de Inglaterra,[cita requerida] cuya representación en la Cámara se rige por la Ley de obispados de 1878.
En junio de 2023, había 804 miembros de la Cámara de los Lores, de los cuales 25 eran obispos de alto rango de la Iglesia de Inglaterra,  cuya representación en la Cámara está regida por la Ley Espiritual de los Lores (Mujeres) de 2015.